# Kasseedorf
Kasseedorf er en by og kommune i det nordlige Tyskland, beliggende i Amt Ostholstein-Mitte under Kreis Østholsten. Kreis Østholsten ligger i den østlige del af delstaten Slesvig-Holsten.

## Geografi
Kommunen består, ud over Kasseedorf, af landsbyerne Bergfeld, Freudenholm, Griebel, Holzkaten, Sagau, Stendorf og Vinzier. Mellem Kasseedorf og Stendorf ligger Stendorfer See, der er 54 ha stor og op til 8 m dyb. Den gennemløbes af Schwentine. Ved landsbyen Griebel ligger Griebeler See og lige syd for Kaassedorf ligger Oberteich.